# Пиретроиды
Пиретроиды — синтетические инсектициды, аналоги природных пиретринов. Для насекомых являются нейротоксическими ядами: нарушают процесс передачи нервного импульса, что приводит к параличу и смерти насекомого. Некоторые пиретроиды эффективны и против клещей. Благодаря высокой липофильности быстро проникают через покровы насекомого, что обеспечивает почти мгновенное поражение (т.н. эффект нокдауна).
Пиретроиды — яды кишечного и контактного действия, но не обладают системным действием (не способны передвигаться по сосудистой системе растения и отравлять питающихся им насекомых).

## Пиретроиды 1 поколения

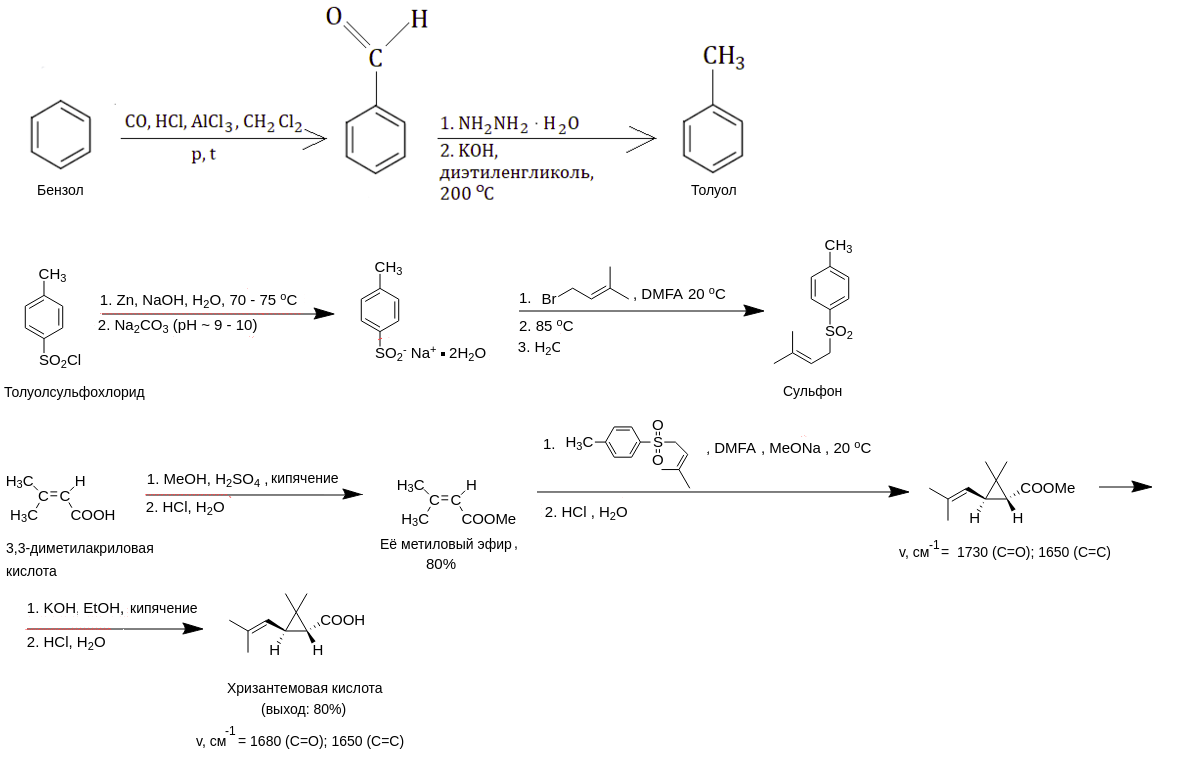
Получение транс-хризантемовой кислоты, исходя из 3,3-диметилакриловой кислоты

Пиретроиды 1 поколения — эфиры хризантемовой кислоты.
Их получают взаимодействием хлорангидрида хризантемовой кислоты со спиртовой компонентой в присутствии третичных аминов или переэтерификацией этилового эфира хризантемовой кислоты в присутствии натрия.
Наиболее токсичные для насекомых соединения найдены среди эфиров циклопентенолонов, замещённых бензиловых спиртов и N-оксиметилимидов.
На основе пиретроидов 1 поколения выпускаются препараты: аллетрин (2-аллил-3-метил-2-циклопентен-4-ол-1-онилхризантемат); фуретрин (2-фурфурил-3-метил-2-циклопентен-4-ол-1-онилхризантемат); циклетрин (2-циклопентенил-3-метил-2-циклопентен-4-ол-1-онилхризантемат); бартрин (6-хлор-пиперонилхризантемат); диметрин (2,4-диметилбензилхризантемат); неопинамин [N-(3,4,5,6-тетрагидрофтальимидо) метилхризантемат].

Инсектицид пиретрин

Эти соединения обладают высокой инсектицидной активностью, но, как и природные пиретрины, легко окисляются на свету и поэтому используются главным образом в закрытых помещениях. Их также включают в состав противомоскитных тлеющих спиралей, пластин, а также аэрозольных баллончиков, предназначенных для борьбы с бытовыми насекомыми.

## Пиретроиды 2 поколения
Пиретроиды 2-го поколения появились в 1960—1970-е годы. Эти соединения более стабильны к фотоокислению. К ним относятся эфиры 3-(2,2-дигалогенвинил)-2,2-диметил-циклопропан-карбоновых кислот — перметрин, циперметрин (на сегодняшний день самый распространённый пиретроид), дельтаметрин (декаметрин, «децис»), а также фенвалерат — пиретроид, который не содержит циклопропанового кольца.
Эти соединения обладают широким спектром действия, эффективны при очень малых нормах расхода — обычно от 16 до 300 г/га, а для дельтаметрина 5-20 г/га. Все пиретроиды 2-го поколения значительно превосходят пиретрины по инсектицидным свойствам: так, оптически активный дельтаметрин активнее природного пиретрина I в 900 раз. Их широко используют для обработки хлопчатника, картофеля и многих других сельскохозяйственных культур, а также садов. Кроме того, они находят применение против бытовых насекомых, для обработки тканей и тарных материалов. К их недостаткам относится высокая токсичность для пчёл и рыб, отсутствие системного действия и непригодность для борьбы с почвообитающими насекомыми.

## Пиретроиды 3 поколения
К пиретроидам 3 поколения относятся цигалотрин, флуцитринат, флувалинат, тралометрин, цифлутрин, фенпропатрин, бифентрин, имипротрин, циклопротрин, а также этофенпрокс, который, в отличие от других пиретроидов, не содержит сложноэфирной группы. Наибольшее распространение из пиретроидов 3 поколения нашёл цигалотрин, который в 2,5 раз активнее дельтаметрина.
Некоторые из этих пиретроидов обладают высокой активностью против клещей (цигалотрин, бифентрин, тау-флювалинат).

## Влияние на теплокровных
Пиретроиды считаются менее токсичными, чем инсектициды других групп. Это обусловлено тем, что они либо сразу элиминируются, либо метаболизируются (благодаря лабильности эфирной связи), после чего выводятся из организма, а эстеразы, гидролизующие пиретроиды, в печени теплокровных гораздо более активны, чем у насекомых.
Ототоксичны (могут ухудшать слух).

## Синергисты
Пиперонилбутоксид, не являясь сам по себе инсектицидом, резко повышает эффективность пиретроидов. Это связано с тем, что он инактивирует в организме насекомых ферменты, разрушающие пиретроиды.